# Chitona calida
Chitona calida là một loài bọ cánh cứng trong họ Oedemeridae. Loài này được Kocher miêu tả khoa học năm 1969.